# Jalipa
Jalipa es una pequeña localidad considerada delegación en el municipio de Manzanillo, Colima, México. Se encuentra ubicado en las cercanías de la ciudad de Manzanillo Su población es de aproximadamente 2,186 habitantes y está localizado a 63 metros sobre el nivel del mar. Gracias a las necesidades requeridas por la Administración Portuaria Integral de Manzanillo la comunicación de la ciudad de Manzanillo con el poblado de Jalipa ha ido creciendo en los últimos años. En Jalipa existen yacimientos de cobre.